# Hae Won Chang
Dans ce nom coréen, le nom de famille, Hae-Won, précède le nom personnel.
Hae Won Chang, née en 1939, est une pianiste et professeur de musique classique sud-coréenne. Elle interprète notamment des compositeurs tels que Haydn, Scarlatti et Bach.

## Biographie
Hae-Won Chang effectue sa formation musicale à l'Ewha Womans University, dont elle sort diplômée de piano. Elle poursuit ses études de l'instrument à la Haute école de musique de Francfort (en). Elle remporte de nombreux prix, incluant le premier prix du concours national coréen de piano (Korean National Piano Competition).
Depuis 1957, elle a une carrière remplie de professeur et d'interprète en Corée et dans d'autres pays en Asie, Amérique et Europe, avec des tournées de concerts et des engagements dans son pays natal et à l'étranger. Elle apparaît comme soliste avec de grands orchestres et dans des récitals de piano seul, aussi bien que dans de nombreux festivals de musique. Elle est membre de jurys de plusieurs concours internationaux de piano comme : Vianna da Motta International Music Competition (Portugal), Pilar Bayona Piano Competition (en)  (Espagne), Pancho Vladigerov (Bulgarie), ASIA International Chopin Piano Competition (Japon), ASEAN International Chopin Piano Competition (Malaisie), ASEAN International Concerto Competition (Indonésie), parmi d'autres.
Hae-Won Chang est fondatrice et présidente du EWON Cultural Center à Séoul, ainsi que présidente de l'ASIA International Summer Piano Academy à Cheonan (Corée). Elle a reçu le prix Korean National Award for Culture and Arts de Corée.
Chang a enregistré des disques pour Naxos et Marco Polo des pièces de piano de J. S. Bach, D. Scarlatti, J. N. Hummel, G. Pierne, J. Ibert, etc. Elle est professeure émérite de la Ewha Womans University et Chairman de la Piano Society de Corée, regroupant un millier de membres.
L'épisode In the Blood de la série de télévision Daredevil (saison 1) comprend son interprétation du mouvement Largo du Concerto no 5 en fa mineur BWV 1056 pour clavecin de Bach.